# Daniel O'Connell
Dónall Ó Conaill (anglicky Daniel O'Connell, 6. srpna 1775 Cahersiveen, Irsko – 15. května 1847 Janov, Království sardinské), často označován jako „Osvoboditel“ (The Liberator), nebo „Buditel“ (The Emancipator), byl irský politický vůdce v první polovině 19. století. Bojoval za katolickou emancipaci - právo irských katolíků mít své místo ve westminsterském parlamentu, upírané po více než 100 let - a odvolání Act of Union, (výnos z roku 1800 spojující Irsko s Velkou Británií).